# Kronologisk lista över Skellefteås historia
Det här är en kronologisk lista över Skellefteås historia. Den listar viktiga årtal i Skellefteås historia från att Skellefteå socken bildades 1320 fram till nutid.

## Tidsaxel
- 1320 Skellefteå socken bildades.

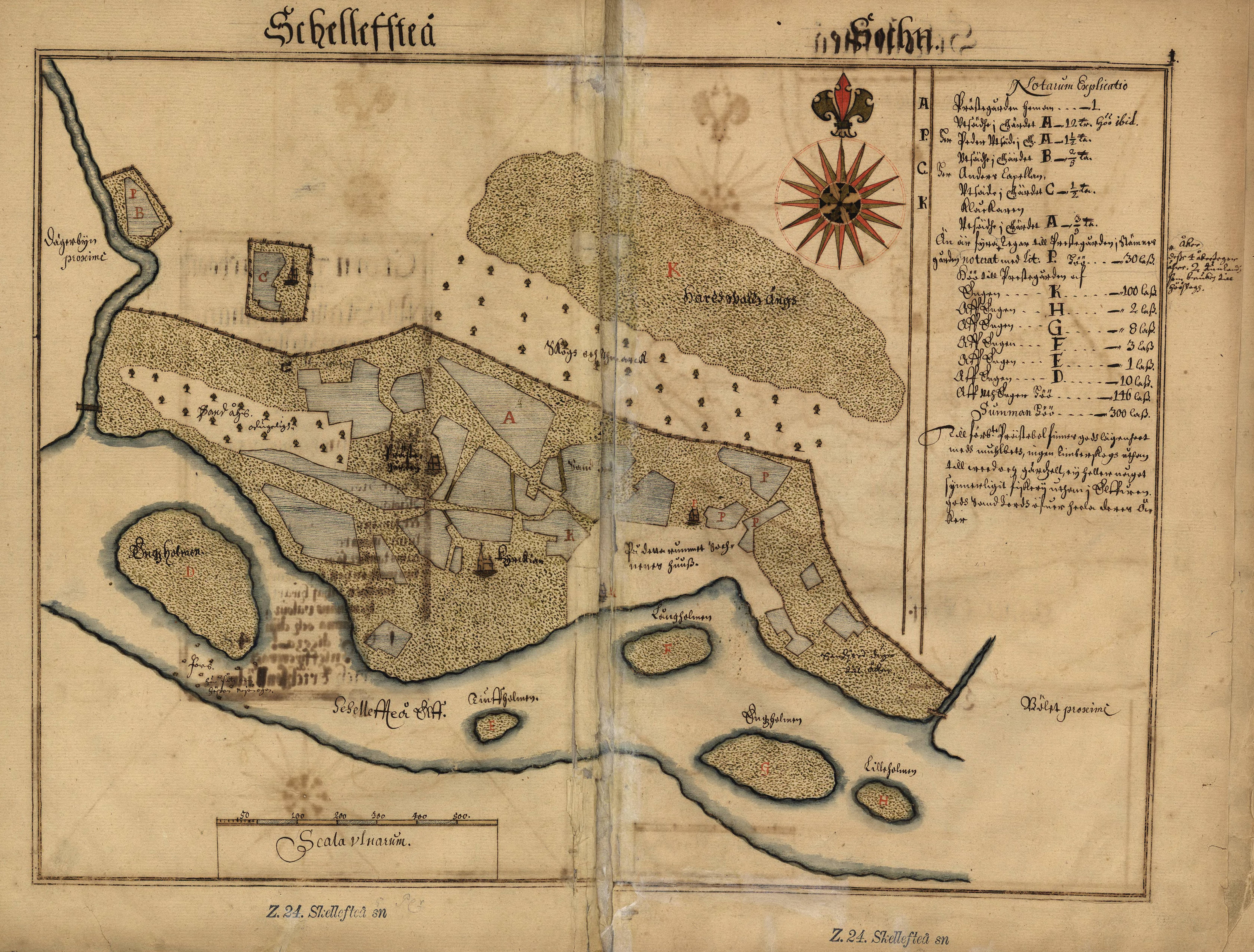
Karta över Skellefteå av Johan Larsson Tresk från 1648.

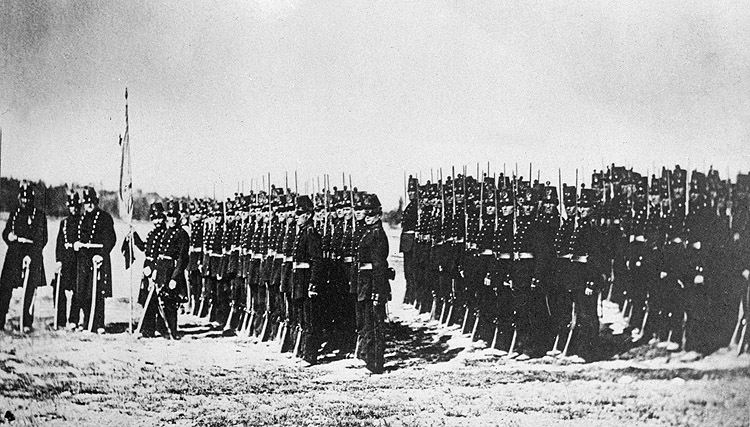
Skellefteå kompani 1860.

- 1384 En ny träkyrka invigdes i Skellefteå.
- 1441 Korsholms län delades och Skellefteå blev en del av Västerbotten.
- 1507 En ny stenkyrka, tillhörig Uppsala ärkestift, invigdes av ärkebiskop Jakob Ulvsson. Den stod på samma plats som Skellefteå landskyrka.[1]
- 1606 Burträsk blev egen socken genom en utbrytning från Skellefteå.
- 1666 Piteås borgare motsatte sig Hedvigstad, bygget av en ny stad i Kåge.
- 1672 Bonnstan brann, vilket ledde till beslut om att flytta kamrarna österut. Detta i syfte att undvika eldspridning till kyrkan.[2]
- 1709 Skellefteå kompani utplånades i Poltava.
- 1710 Skellefteå kompani utplånades i Estland.
- 1732 Carl von Linné besökte Skellefteå.
- 1737 Lejonströmsbron invigdes vid Landskyrkan.
- 1765 Det bottniska handelstvånget upphävdes, handel till orter söder om Stockholm och Åbo tilläts, och flera skeppsvarv startade.
- 1771 Västerbottens första äpplen skördades av kyrkoherde Pehr Högström.
- 1780 Den finbladiga sågen i Lejonström startade.
- 1800 Den ombyggda Landskyrkan i nyklassisistisk stil invigdes.
- 1809 Slaget vid Lejonströmsbron och rysk ockupation i tre månader.
- 1834 Hovpredikanten Nils Nordlander, stadens grundare, blev kyrkoherde i Skellefteå.
- 1835 Bonnstan brann nästintill helt ned  och flyttades till nuvarande plats.[2]
- 1845 Skellefteå fick stadsprivilegier.
- 1848 Tidningen Fjällörnen blev Skellefteås första tidning, med utgivning ett nummer i veckan.
- 1863 Skellefteå Skyttegille grundades.[3]
- 1863 Skellefteå stadshotell grundades.
- 1867 Ostvikskriget; uthungrad och desperat bondearmés stormning av staden avvärjdes.[2] Skellefteå kompani höll staden.
- 1869 Skellefteå fick sitt första lasarett med fyra lasaretts-, två kurhus- och två dårhusplatser.
- 1879 Skellefteå får egen jurisdiktion och Skellefteås förste borgmästare, Arvid Hörnell, tillträdde.
- 1881 Skellefteå fick stapelrätt.
- 1882 IOGT:s historia i Skellefteå tog sin början då den första IOGT logen bildades.
- 1894 hölls den första officiella skidtävlingen i Skellefteå.[3]
- 1895 Skellefteå fick vattenledning från Falkträsket och Johanna i parken, stadens första offentliga konstverk, invigdes.
- 1906 Skellefteå stads kraftverk bildades när stadsfullmäktige beslutade att bygga en kraftstation i Skellefteälven.
- 1908 Kraftstationen i Finnfors togs i drift.
- 1910 Tidningen Norra Västerbotten grundades.
- 1911 Den första biografen i Skellefteå invigdes.[4]
- 1912 Förbindelsen med stambanan, Skelleftehamn–Bastuträsk, och den nya uthamnen i Skelleftehamn invigdes.
- 1913 Skellefteå stadsförsamling (sedermera Skellefteå Sankt Olovs församling), utbröts ur Skellefteå landsförsamling.
- 1915 Ett nytt lasarett invigdes med 60 vårdplatser och en tuberkulospaviljong med 50 platser.
- 1921 Skellefteå AIK grundades.[5]
- 1932 Klemensnäskravallerna, slagsmål mellan kommunister och strejkbrytare.
- 1945 Skellefteå stad firade 100-årsjubileum. Staden förärades besök av arvprins Gustaf Adolf, hertig av Västerbotten.
- 1951 Municipalsamhället Skelleftestrand inkorporerades i Skellefteå stad.
- 1953 Skellefteå utropades till Sveriges Idrottsstad av Idrottsbladet.[3]
- 1955 Gamla Stadshuset, Skellefteå revs.
- 1961 Flygplatsen i Falmark invigdes.
- 1965 Premiär av motionsloppet Broarna Runt.[3]
- 1967 Skellefteå stad, samt Skellefteå, Bureå, Byske och Jörns landskommuner förenas till en kommun.
- 1972 Skellefteå utsågs till Årets stad.[6]
- 1974 Burträsk och Lövångers kommuner inlemmades i Skellefteå kommun.
- 1978 Skellefteå AIK vann SM-guld i ishockey.[5]
- 1979 Första Midnight Marathon hölls.[7]
- 1980 Sunnanå SK damer tog sitt första SM-guld.
- 1985 Skeriaområdet, nuvarande Campus Skellefteå, med universitetsutbildning etablerades.
- 1990 VM i skidorientering anordnades i kommunen.[3]
- 1991 Trästockfestivalen grundades.[8]
- 1996 Världsmästerskapet i innebandy för herrar anordnades i kommunen.[3]
- 2002 Skellefteå utsågs till årets popstad.
- 2006 Skellefteå AIK Hockey kom tillbaka till  Elitserien.
- 2011 Parasiten cryptosporidium drabbade  Skellefteå.[9]
- 2013 Skellefteå AIK vann sitt andra SM-guld.[5]
- 2014 Skellefteå AIK vann sitt tredje SM-guld.[5]
- 2018 SM-vinterveckan anordnades i Skellefteå kommun.[3]
- 2022 Överfallet på Morö Backe blev ett av de "mörkaste kapitlen i Skellefteås kriminalhistoria".[10]
- 2024 Skellefteå AIK vann sitt fjärde SM-guld. Damlaget avancerade till SDHL.[5]